# Bal des Parisiennes
Le Bal des Parisiennes est le bal viennois officiel de Paris, une soirée de prestige respectant la tradition des bals viennois.
Créé en 2015, il est placé sous le patronage de l'ambassade d'Autriche, de la mairie de Vienne et de Stéphane Bern, et se déroule habituellement au mois de juin.

## Présentation
Le Bal des Parisiennes est créé en 2015 par Charles et Hélène de Lauzun, dans un contexte où les danses de salon sont de plus en plus plébiscitées en France, et notamment la valse. Alors que 500 bals viennois sont organisés dans le monde chaque année (essentiellement à Vienne, mais aussi dans plusieurs villes comme Rome, Moscou, New York, etc.), le Bal des Parisiennes est devenu le premier bal viennois officiel de Paris.
Le bal est depuis sa création placé sous le patronage de l'ambassade d'Autriche et de Stéphane Bern; il est également sous le patronage de la mairie de Vienne depuis 2019. Son déroulement respecte rigoureusement la tradition des bals viennois, non sans y ajouter quelques spécificités qui lui sont propres (gastronomie française, défilé de robes, importance particulière de la valse).
La danse est au centre du bal des Parisiennes, et en particulier la valse, qui est dansée dans la salle principale des lieux choisis pour le bal, presque sans interruption.
Une vingtaine de couples de débutants et débutantes font l’ouverture de chaque bal. Les couples ont répété plusieurs mois auparavant la cérémonie d'ouverture, et ont appris pour l'occasion la valse, la polka, et le quadrille.
Le dress code est formel : habit (queue-de-pie) ou smoking pour les hommes (le costume sombre est toléré, mais le nœud papillon reste obligatoire) ; robe longue pour les femmes (d’une couleur autre que le blanc, réservé aux débutantes).
Le bal des Parisiennes attire près de 1000 personnes chaque année,, majoritairement jeunes.

### Déroulement
Au cours de la soirée se dévoilent les temps forts qui rythment tous les bals viennois. Après un dîner gastronomique proposé aux participants ayant choisi cette formule, la cérémonie d'ouverture est entamée, incluant la marche d'ouverture des débutants, un récital d'opéra, la polka et la valse des débutants, ainsi qu'un ballet donné par des danseurs et danseuses de l'Opéra de Paris ; la célèbre compagnie accompagne le Bal des Parisiennes depuis sa création en 2015. Le spectacle intègre également une singularité parisienne : un défilé de robes, élaboré en chorégraphie.
Le bal proprement dit ouvre aux alentours de 23 h. Parmi les danses de couple qui peuvent être dansées, la valse est prépondérante, mais il y a aussi des salles ouvertes au rock et au swing.
Plusieurs animations sont proposées : des démonstrations de be-bop, tango, rock, ou lindy hop ; un quadrille viennois est toujours dansé à minuit, « en ligne » : tous les participants sont invités à effectuer la chorégraphie sous les indications du maître de bal.

### Lieux
À partir de 2015, les quatre premières éditions du bal des Parisiennes se sont tenues au Grand Hôtel Intercontinental, près de l'Opéra Garnier.
En 2019, le bal s'est tenu au Palais Brongniart (anciennement Palais de la Bourse). En 2023, après trois années d'interruption liées à la pandémie de Covid-19, le bal a pu reprendre et s'est déroulé à la salle Wagram, près de l'Arc de Triomphe.